# Paczoskia major
Paczoskia major är en insektsart som beskrevs av Carl Julius Bernhard Börner 1950. Paczoskia major ingår i släktet Paczoskia och familjen långrörsbladlöss.

## Underarter
Arten delas in i följande underarter:
- P. m. bulgarica
- P. m. major